# 熊本県道247号久連子落合線
熊本県道247号久連子落合線（くまもとけんどう247ごう くれこおちあいせん）は、熊本県八代市から球磨郡五木村を経由し、再び八代市に至る一般県道である。

## 概要
久連子地区までは道幅がかなり狭く、対向車には注意が必要である。

### 路線データ
- 起点：熊本県八代市泉町久連子
- 終点：熊本県八代市泉町柿迫（熊本県道52号小川泉線経由）

## 路線状況

### 重複区間
- 国道445号（八代市泉町柿迫）

## 地理

### 通過する自治体
- 八代市
- 球磨郡五木村
- 八代市

### 交差する道路
| 交差する道路           | 交差する場所 | 交差する場所 |
| ---------------------- | ------------ | ------------ |
| 国道445号 重複区間起点 | 泉町柿迫     |              |
| 国道445号 重複区間終点 | 泉町柿迫     |              |
| 熊本県道52号小川泉線   | 泉町柿迫     | 終点         |

### 沿線
- 五家荘

### 峠
- 子別峠